# Almada Forum
O Almada Forum é o maior centro comercial do sul de Portugal, e à data de inauguração, o segundo maior do país. Actualmente ocupa o terceiro lugar, como o maior centro comercial em território português, após a abertura do Dolce Vita Tejo em Maio de 2009.
Em 2018, a espanhola Merlin Properties comprou o centro comercial Almada Forum por 406,7 milhões de euros,

## Concepção

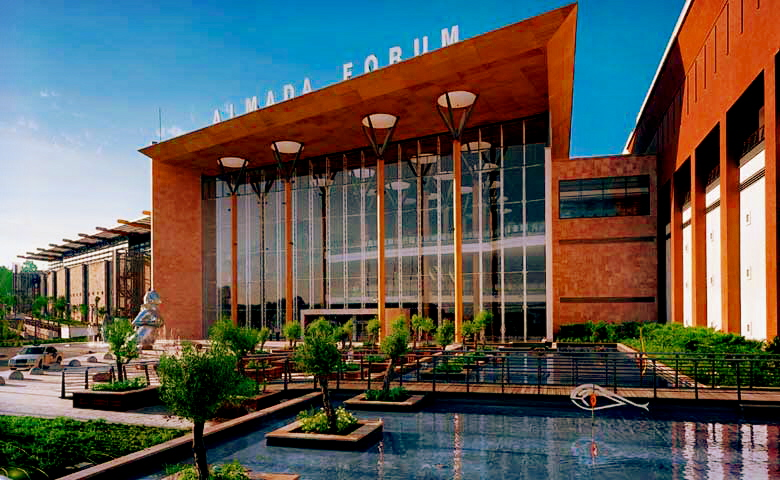
Almada Forum.

A concepção arquitectónica foi da responsabilidade de várias empresas entre elas as holandesas T+T Design (Masterplan), Gouda e Beekink + Molenaar, a francesa Art Work, através de Willem Rutgers, a companhia inglesa Building Design Partnership e ainda as portuguesas Quirino&Viana e Broadway Malyan Landscape.
Tem uma área de construção de cerca de 110 000 m², que corresponde a mais de 10 campos de futebol, e recebe anualmente a visita de mais 18 milhões de pessoas, tendo contabilizado no seu primeiro ano de exploração um número de visitantes superior a 20 milhões.

## Cerimónia de abertura
O Almada Forum situa-se na localidade de Vale de Mourelos que desde 2013 pertence à freguesia de Laranjeiro e Feijó, no município de Almada. 
O centro comercial foi inaugurado a 17 de setembro de 2002 por Durão Barroso, primeiro-ministro da altura, contando com a presença do ministro da Economia, Carlos Tavares da Silva. Na cerimónia de inauguração houve lugar a uma bênção das instalações pelas mãos do bispo de Setúbal, D. Gilberto Reis. A cerimónia decorreu debaixo de uma chuva de confetes e perante uma autêntica multidão de convidados.

## Impacto
Com a construção deste empreendimento desenvolveram-se também novos acessos e infraestruturas, entre eles, destaca-se uma ciclovia de 1,3 quilómetros que liga o shopping ao Parque da Paz, no Feijó. Posteriormente à abertura do Almada Forum, o desenvolvimento nas imediações continuou, com a construção do Parque Exterior Comercial também da responsabilidade do centro comercial, com a edificação do complexo Leroy Merlin/Decathlon e também de um posto de combustíveis, com várias bombas de gasolina/gasóleo da responsabilidade do Grupo Auchan.

## Iniciativas
O centro comercial localizado no concelho de Almada, organiza ao longo do ano inúmeras iniciativas, algumas das que tiveram lugar foram:
- Troféu Almada Forum
- Forum summer fresh, Forum live summer, Active summer, Viva o verão!
- Transmissão do campeonato europeu/mudial de futebol
- Gym & sports show
- Máscara ibérica
- Ilustrarte
- Workshops de expressão plástica
- Deixa-te de fitas e mascara-te!!, Um carnaval dos diabos, Mascara-te e diverte-te à grande!
- Este natal é de chocolate. Derreta-se com ele!!, Este natal tem o seu "q" de sonho, Um natal brilhante, Este natal houve magia no ar!
- Ciência e tecnologia no Almada Forum
- Almada motor classic
- Exposição dos bombeiros voluntários de Cacilhas
- Aqui, o ambiente é do melhor
- Feira internacional de artesanato
- Exposição colégio militar
- Sporting, cem anos em fotografias
- Feira esotérica
- Exposição movimento vencer e viver
- Ases dos ares
- "Quer ir lá a casa?"
- Costa azul no Almada Forum
- A influência da arquitectura portuguesa na Etiópia
- Toneladas de areia, esculturas gigantes, ao vivo e a cores no Almada Forum!
- Almada imaginada

O Almada Forum obteve, em 2006, certificação do seu Sistema de gestão ambiental de acordo com norma NP EN ISO 14001:2004.

## Prémios
- 2003 - European Shopping Centre Awards - Commendation for New Large European Shopping Centre, pelo ICSC [5]
- 2004 - Full Design and Development Award - Best Shopping Center of the World 2004, pelo ICSC - 28ª edição do International Council of Shopping Centers [6]